# موتور علی بامری
موتور علی بامری یک منطقهٔ مسکونی در ایران است که در دهستان جازموریان واقع شده‌ است.